# The Greater Punishment
The Greater Punishment è un cortometraggio muto del 1917 diretto da Francis J. Grandon. Sceneggiato da E. Lynn Summers e prodotto dalla Selig, il film aveva come interpreti Georgette Campbell, Edith Johnson, Lafe McKee, Charles Wheelock.

## Produzione
Il film fu prodotto dalla Selig Polyscope Company.

## Distribuzione
Distribuito dalla General Film Company, il film - un cortometraggio in due bobine - uscì nelle sale cinematografiche statunitensi il 7 aprile 1917.